# بينايفاليم
بلدية بني حليم أو (نقحرة: بينايفاليم) (بالإسبانية: Benifallim)‏, هي بلدية تقع في مقاطعة لقنت. جنوب شرق إسبانيا. يبلغ عدد سكانها 127 نسمة.